# Спаич, Милойко
Милойко «Микки» Спаич (серб. Милојко Спајић; род. 24 сентября 1987, Плевля) — черногорский финансовый инженер, политический и государственный деятель, носитель двойного гражданства Сербии-Черногории. Сооснователь и лидер партии «Европа сейчас!». Премьер-министр Черногории с 31 октября 2023 года. Депутат скупщины Черногории с 27 июля 2023 года. В прошлом — министр финансов и социального обеспечения Черногории в кабинете Здравко Кривокапича.

## Биография

### Ранняя жизнь и образование
Родился в 1988 году в сербской семье в городе Плевля, который был частью Югославии. Окончил Плевскую гимназию. Получил высшее образование в Университете Осака в Японии, где он изучал эконометрику на японском языке, как стипендиат правительства Японии. В рамках обмена он также учился в Университете Цинхуа. Получил степень магистра, в качестве стипендиата во Франции в бизнес-школе HEC Paris.
Помимо сербского, говорит на 5 языках.
После обучения работал в Соединённых Штатах на Уолл-стрит, в Париже и Токио. Перед возвращением в Черногорию, в течение лета 2020 года, работал в Goldman Sachs. Также был партнёром фонда венчурного капитала в Сингапуре.

### Политическая карьера
Во время парламентских выборов в 2020 году он был членом экспертной команды Здравко Кривокапича. Во время религиозного кризиса он участвовал в лоббировании в Соединённых Штатах интересов сербской православной церкви и сербов Черногории.
Спаич был назначен на пост министра финансов и социального обеспечения 5 ноября 2020 года. Правительство исполняло обязанности до 28 апреля 2022 года.
26 июня 2022 года Спаич и Яков Милатович основали партию «Европа сейчас!», победившую на парламентских выборах 2023 года.
10 августа 2023 года президент Яков Милатович поручил Спаичу формирование правительства. 31 октября Скупщина Черногории утвердила правительство во главе с Милойко Спаичем. За проголосовали 46 депутатов, против — 19, воздержался — 1.

## Политические позиции

### Внешняя политика
Спаич поддерживает вступление Черногории в Европейский союз, но также считает, что западные политики «не заинтересованы в Черногории». Он заявил, что вступление в НАТО было «хорошим шагом для Черногории», но что он был бы против размещения черногорских солдат в странах Балтии.
Спаич осудил российское вторжение в Украину, которое он считает агрессией, и выразил свою поддержку введению санкций против России, хотя и считает, что санкции только «укрепят Москву на её пути».
Спаич выступает против предложений Черногории отменить признание независимости Косово, заявляя, что, по его мнению, это «одна из тем, которые остались позади». Он выступает за более тесные отношения между Черногорией и Сербией.

## Личная жизнь
У Спаича есть дочь от его бывшей партнёрши.